# Wojciech Kozub
Wojciech Kozub (Ratułów, 20 de julio de 1976) es un deportista polaco que compitió en biatlón. Ganó una medalla de bronce en el Campeonato Mundial de Biatlón de 1997, en la prueba de 10 km equipos, y tres medallas en el Campeonato Europeo de Biatlón entre los años 2000 y 2002.

## Palmarés internacional
| Campeonato Mundial | Campeonato Mundial        | Campeonato Mundial | Campeonato Mundial |
| Año                | Lugar                     | Medalla            | Prueba             |
| ------------------ | ------------------------- | ------------------ | ------------------ |
| 1997               | Osrblie (Eslovaquia)      | Medalla de bronce  | Equipos            |
| Campeonato Europeo |                           |                    |                    |
| Año                | Lugar                     | Medalla            | Prueba             |
| 2000               | Zakopane (Polonia)        | Medalla de plata   | Relevos            |
| 2001               | Haute-Maurienne (Francia) | Medalla de plata   | Relevos            |
| 2002               | Kontiolahti (Finlandia)   | Medalla de bronce  | Individual         |